# Mucurici
Mucurici este un oraș în unitatea federativă Espírito Santo (ES) din Brazilia.